# Tambla
Tambla é uma cidade hondurenha do departamento de Lempira.